# Aulus Plautius
Aulus Plautius was een Romeins politicus en generaal die in het midden van de 1e eeuw leefde.
Onder zijn leiding begon in 43 de Romeinse verovering van Britannia. Hij werd de eerste gouverneur van de nieuwe provincie, Britannia. Hij diende in deze functie van 43 tot 47.

## Vroege carrière
Over de vroege carrière van Aulus Plautius is niet veel bekend. Voorheen geloofde men dat hij, samen met Marcus Aelius Celer waarschijnlijk in het jaar 24 n.Chr. betrokken was geweest bij de onderdrukking van een slavenopstand in Apulië. De "A·PLAVTIO" op de inscriptie wordt nu echter geassocieerd met Aulus' vader. Hij was in de tweede helft van het jaar 29 n.Chr consul en was daarna, in de eerste jaren van de regering van Claudius  gouverneur van een provincie, waarschijnlijk van Pannonia: een andere inscriptie laat zien dat hij in die periode toezicht hield op de bouw van een weg tussen Triëst en Rijeka.

## Rol in de verovering van Britannia
Claudius benoemde hem in 43 n.Chr. tot aanvoerder van de Romeinse invasiemacht die Britannia moest gaan veroveren. Als voorwendsel voor de invasie diende het bondgenootschap met Verica, koning van de Atrebaten en een bondgenoot van Rome. Verica was door zijn oostelijke buren de Catuvellauni afgezet en dit onrecht moest ongedaan worden gemaakt. Het leger bestond uit vier legioenen, IX Hispana (voorheen gelegerd in Pannonia), II Augusta, XIV Gemina en XX Valeria Victrix. Deze vier legioenen werden ondersteund door ongeveer 20.000 hulptroepen, waaronder Thraciërs en Bataven. II Augusta stond onder commando van de toekomstige keizer Vespasianus. Van drie andere mannen van gepaste rang om legioenen aan te voeren, weten wij dat zij bij de invasie betrokken waren: Vespasianus's broer Titus Flavius Sabinus II en Gnaeus Hosidius Geta worden genoemd in Dio Cassius vertelling van de invasie; Gnaeus Sentius Saturninus wordt door Eutropius genoemd, hoewel hij als een voormalige consul mogelijk van te hoge rang was, misschien vergezelde hij Claudius alleen maar.
Op de stranden van Noord-Gallië werd Plautius geconfronteerd met een muiterij onder zijn troepen. Die waren terughoudend om de oceaan over te streken en de strijd buiten de grenzen van de bekende wereld aan te binden. Zij werden pas overgehaald nadat de vrijgelatene en secretaris van Claudius Narcissus hen toesprak: het zien van een voormalige slaaf in plaats van hun commandant, inspireerde hen tot het roepen tot "Io Saturnalia!" (Saturnalia was een Romeins festival waarin de sociale rollen voor één dag werden omgedraaid). Na deze humoristische interventie was de muiterij voorbij.
De invasiemacht was opgedeeld in drie delen. Algemeen wordt aangenomen dat de hoofdmacht van het Romeinse leger bij Richborough in Kent landde, hoewel sommige delen van het leger ook elders aan land kunnen zijn gekomen. De Britse tegenstand stond onder leiding van Togodumnus en Caratacus, leiders van de Catuvellauni. Heel verstandig waren zij terughoudend om de Romeinse legioenen in een open veldslag tegemoet te treden. In plaats daarvan beperkten zij zich tot guerrillatactieken. Kort daarna wist Plautius echter toch eerst Caratacus en daarna Togodumnus, respectievelijk aan de rivieren Medway en de Theems te verslaan. Togodumnus stierf kort daarna. Caratacus overleefde de strijd en bleef een doorn in het oog van de Romeinen.
Na de Theems bereikt te hebben, achtte Plautius de tijd rijp voor consolidatie van zijn positie. Hij zond een bericht dat keizer Claudius de overtocht kon maken. Die arriveerde met olifanten en zware artillerie en voltooide de mars op de Catuvellaunische hoofdstad, Camulodunum (het huidige Colchester). In het veroverde gebied werd een Romeinse provincie opgericht. Ook werd er verdragen gesloten met naties buiten de gebieden die nu onder directe Romeinse controle stonden. Plautius werd de eerste gouverneur van de nieuwe provincie Britannia. In het jaar 47 n.Chr. werd hij opgevolgd door Publius Ostorius Scapula. Bij zijn terugkeer naar Rome en het burgerleven kreeg Aulus Plautius een ovatio, waarin de keizer zelf aan zijn zijde naar het Capitool liep.

## Voetnoten
1. ↑  Celers inscriptie luidt: "LEGATVS·MISSVS·[A·TI·CAES·AUG·C]UM·A·PLAVTIO·IN·APVLIA·[AD·SERVOS·TO]RQVENDOS" : legaat gezonden door Tiberius Caesar Augustus met Aulus Plautius in Apulië om de slaven terug te brengen" (Birley, blz. 38)
2. ↑  Birley, Roman Government, blz. 21
3. ↑  Dio Cassius, Roman History 60:19-22; Suetonius, Leven van de twaalf keizers: Vespasianus 4; Eutropius, Abridgement of Roman History 7:13. Gearchiveerd op 19 oktober 2021.
4. ↑  Tacitus, Agricola 14
5. ↑  Dio Cassius, Roman History 60:30.2; Suetonius, Leven van de twaalf Caesars: Claudius 24

## Secondaire bronnen
- Anthony R. Birley (1981), The Fasti of Roman Britain, blz. 37–40